# Trioceros

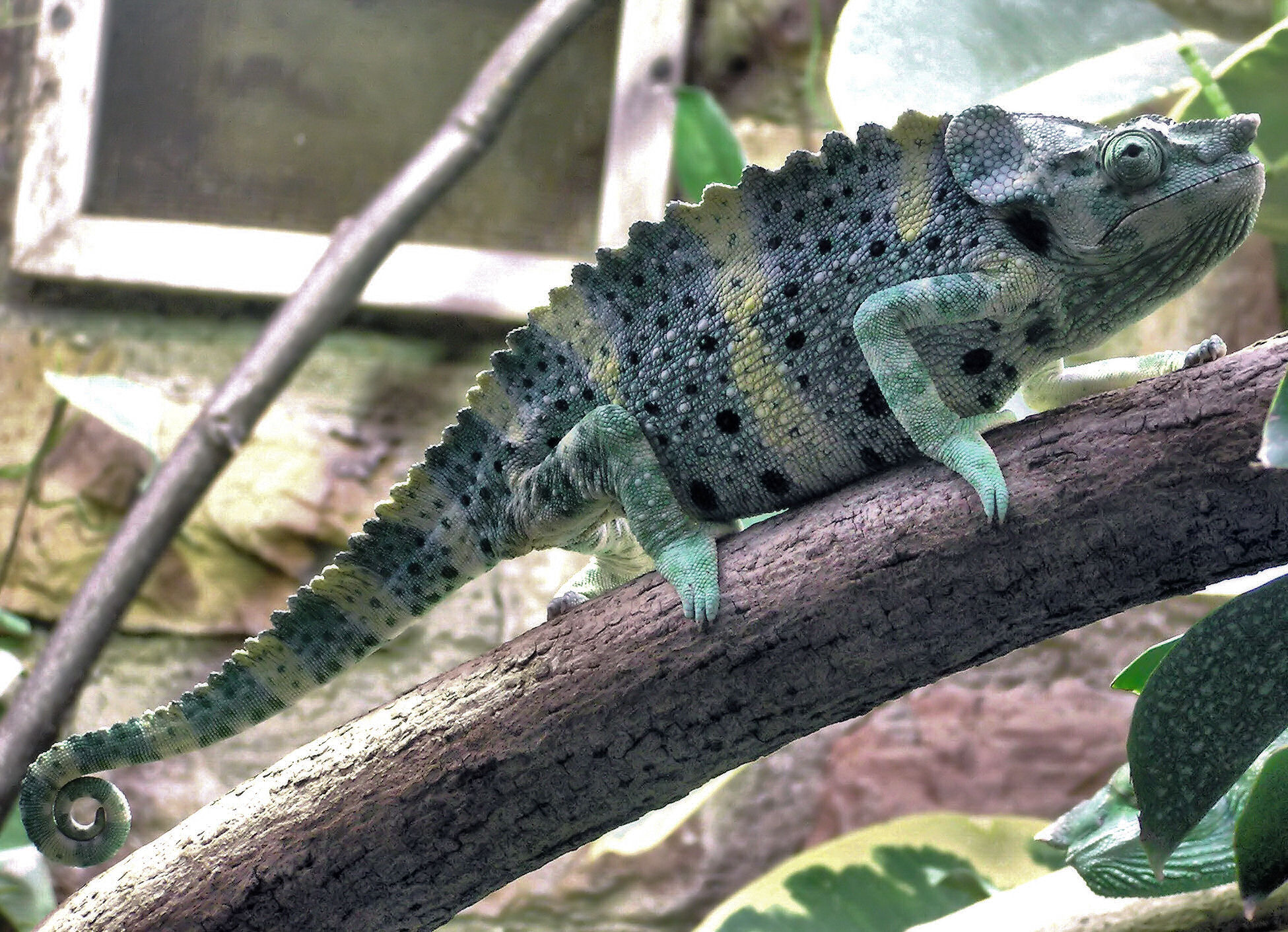
Trioceros melleri

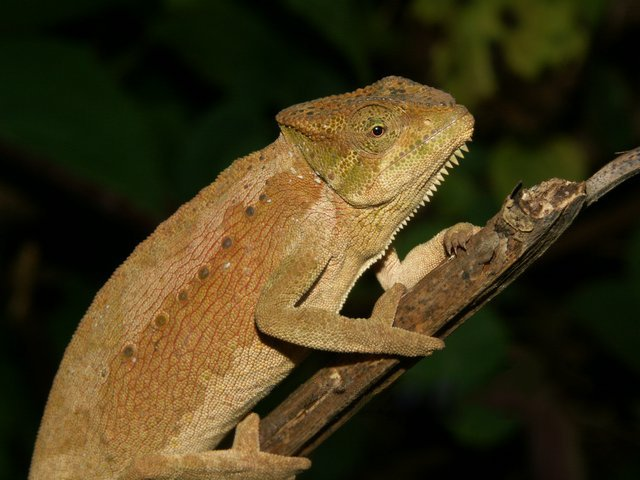
Trioceros wiedersheimi

A Trioceros a hüllők (Reptilia) osztályának pikkelyes hüllők (Squamata) rendjébe, ezen belül a gyíkok (Sauria vagy Lacertilia) alrendjébe, a leguánalakúak (Iguania) alrendágába és a kaméleonfélék (Chamaeleonidae) családjába tartozó nem.

## Rendszertani besorolásuk
A Trioceros-fajokat 2009-ig a Chamaeleo hüllőnembe sorolták. A Trioceros megnevezés legfeljebb alnemként szerepelt.

## Rendszerezés
A nembe az alábbi 40 faj tartozik:
- Trioceros affinis (Rüppell, 1845)
- Trioceros balebicornutus (Tilbury, 1998)
- kétcsíkos kaméleon (Trioceros bitaeniatus) (Fischer, 1884)
- Trioceros camerunensis (Müller, 1909)
- Trioceros chapini (Witte, 1964)
- Trioceros conirostratus (Tilbury, 1998)
- bóbitás kaméleon (Trioceros cristatus) (Stutchbury, 1837)
- Trioceros deremensis (Matschie, 1892)
- Elliot-kaméleon (Trioceros ellioti) (Günther, 1895)
- Trioceros feae (Boulenger, 1906)
- búbos kaméleon (Trioceros fuelleborni) (Tornier, 1900)
- Trioceros goetzei (Tornier, 1899)
- Trioceros hanangensis Krause & Böhme, 2010
- Trioceros harennae (Largen, 1995)
- magasfejű kaméleon (Trioceros hoehnelii) (Steindachner, 1891)
- Trioceros incornutus (Loveridge, 1932)
- Trioceros ituriensis (Schmidt, 1919)
- háromszarvú kaméleon (Trioceros jacksonii) (Boulenger, 1896)
- Johnston-szarvaskaméleon (Trioceros johnstoni) (Boulenger, 1901)
- Trioceros kinangopensis Stipala, Lutzmann, Malonza, Wilkinson, Godley, Nyamache & Evans, 2012
- Trioceros kinetensis (Schmidt, 1943)
- tüskésoldalú kaméleon (Trioceros laterispinis) (Loveridge, 1932)
- Marsabit kaméleon (Trioceros marsabitensis) (Tilbury, 1991)
- Meller-kaméleon (Trioceros melleri) (Gray, 1865)
- hegyi kaméleon (Trioceros montium) (Buchholz, 1874)
- Trioceros narraioca (Necas, Modry & Slapeta, 2003)
- Trioceros ntunte (Necas, Modry & Slapeta, 2005)
- Trioceros nyirit Stipala, Lutzmánn, Malonza, Borghesio, Wilkinson, Godley & Evans, 2011
- Trioceros oweni (Gray, 1831)
- Trioceros perreti (Klaver & Böhme, 1992)
- Trioceros pfefferi (Tornier, 1900)
- Trioceros rudis (Boulenger, 1906)
- Trioceros schoutedeni (Laurent, 1952)
- Trioceros schubotzi (Sternfeld, 1912)
- Trioceros serratus (Mertens, 1922)
- Trioceros sternfeldi (Rand, 1963)
- Trioceros tempeli (Tornier, 1899)
- Trioceros quadricornis (Tornier, 1899)
- Trioceros werneri (Tornier, 1899)
- Trioceros wiedersheimi (Nieden, 1910)

### Fordítás
- Ez a szócikk részben vagy egészben  a   Trioceros című angol Wikipédia-szócikk ezen változatának fordításán alapul.  Az eredeti cikk szerkesztőit annak laptörténete sorolja fel. Ez a jelzés csupán a megfogalmazás eredetét és a szerzői jogokat jelzi, nem szolgál a cikkben szereplő információk forrásmegjelöléseként.